# Praecambridium
Praecambridium é um gênero extinto que superficialmente se assemelha a uma segmentada trilobita - como um artrópode. Ele foi originalmente descrito como um artrópode semelhante a uma trilobita, embora a maioria dos especialistas agora o coloque dentro dos Proarticulata como um parente próximo do muito maior Yorgia. É da formação do Ediacarano tardio da Austrália. Em média, P. sigillum tinha pelo menos 5 pares de segmentos, com cada unidade se tornando progressivamente maior à medida que se aproximam do cefalão - como cabeça.

## Etimologia
O nome genérico é uma palavra composta, com o prefixo latino prae "antes" e uma referência ao gênero de moluscos cambrianos Cambridium, em referência a como a aparência dos vários segmentos lembra as cicatrizes musculares na superfície interna das conchas de Cambridium. O nome específico vem do latim sigillum "um sigilo".[carece de fontes?]